# Irwin Winkler
Irwin Winkler (Nueva York, 23 de mayo de 1931) es un productor, director y guionista estadounidense. Ganador del Óscar a la mejor película por Rocky (1976) y del BAFTA a la mejor película por Goodfellas (1990). Ha dirigido películas como The Net (1995), At First Sight (1999), Life as a House (2001) o De-Lovely (2004).

## Biografía
Irwin Winkler nació el 23 de mayo de 1931 en la ciudad de Nueva York, Estados Unidos. Hijo de Sol y Anna Winkler. Más tarde sirvió en la U.S. Army y se casó con Margo Melson en 1959, con la que tuvo tres hijos en común, Adam, Charles y David, estos dos últimos también directores cinematográficos.

## Carrera
Winkler ha desarrollado su carrera en diferentes aspectos cinematográficos, como director, guionista y productor. En su carrera como director destacan películas como The Net (1995), protagonizada por Sandra Bullock y que fue uno de los mayores éxitos comerciales de su carrera y de la que también ejerció de productor. Años más tarde dirigió At First Sight (1999), protagonizada por Val Kilmer y Mira Sorvino; Life as a House (2001) con Kevin Kline, Kristin Scott Thomas y Hayden Christensen y que le supuso numerosos premios a Christensen, como Globo de Oro al mejor actor de reparto. También dirigió el musical De-lovely (2004), protagonizado por Ashley Judd y, de nuevo, Kevin Kline. En su faceta de guionista ha escrito los libretos de cintas como Guilty by Suspicion (1991) protagonizada por Robert De Niro y Annette Bening; describió la historia de Regreso al infierno(Home of the brave) (2006), también dirigida por él, con Samuel L. Jackson y Jessica Biel y escribió algunos de los episodios de la serie de televisión The Net (1998).
En su faceta como productor Winkler ha cosechado numerosos éxitos críticos y taquilleros, además de ganar el Óscar a la mejor película por Rocky (1976), protagonizada por Sylvester Stallone, también produjo sus numerosas secuelas, por la cuarta y la quinta secuela recibió una nominación al Razzie a la peor película. Más tarde llegaría un nuevo éxito de la mano de Goodfellas (1990) por la que ganó el BAFTA a la mejor película y que es considerada una de las mejores películas de la historia del cine y obtuvo un gran reconocimiento por parte de la crítica. También participó en las tareas de producción de films como The Juror (1996), con Demi Moore; The Shipping News (2001), con Kevin Spacey, Julianne Moore y Judi Dench o Enough (2002), con Jennifer Lopez.
Además Winkler ha recibido numerosas nominaciones y premios, como son la obtención de la estrella en el Paseo de la Fama de Hollywood el 28 de abril del 2000, candidato a la palma de oro en el Festival de Cine de Cannes por Guilty by Suspicion (1991) o ser ganador en el Hollywood Film Festival del premio de honor a toda una carrera en las tareas de producción.

## Filmografía como productor
- Filmografía destacada como productor.

| Año  | Película           |
| ---- | ------------------ |
| 1976 | Rocky              |
| 1979 | Rocky II           |
| 1982 | Rocky III          |
| 1985 | Rocky IV           |
| 1990 | Goodfellas         |
| 1990 | Rocky V            |
| 1992 | Night and the City |
| 1995 | The Net            |
| 1996 | The Juror          |
| 1999 | At First Sight     |
| 2001 | Life as a House    |
| 2001 | The Shipping News  |
| 2002 | Enough             |
| 2004 | De-Lovely          |
| 2006 | Home of the Brave  |
| 2006 | Rocky Balboa       |
| 2010 | The Mechanic       |

## Filmografía como director
| Año  | Película            |
| ---- | ------------------- |
| 1991 | Guilty by Suspicion |
| 1992 | Night and the City  |
| 1995 | The Net             |
| 1999 | At First Sight      |
| 2001 | Life as a House     |
| 2004 | De-Lovely           |
| 2006 | Home of the Brave   |

## Premios y distinciones
Premios Óscar
| Año  | Categoría      | Película                | Resultado |
| ---- | -------------- | ----------------------- | --------- |
| 1977 | Mejor película | Rocky                   | Ganador   |
| 1980 | Mejor película | Toro salvaje            | Nominado  |
| 1984 | Mejor película | Elegidos para la gloria | Nominado  |
| 1991 | Mejor película | Goodfellas              | Nominado  |

Premios BAFTA
| Año  | Categoría                 | Película   | Resultado |
| ---- | ------------------------- | ---------- | --------- |
| 1991 | BAFTA a la mejor película | Goodfellas | Ganador   |